# یکای طول

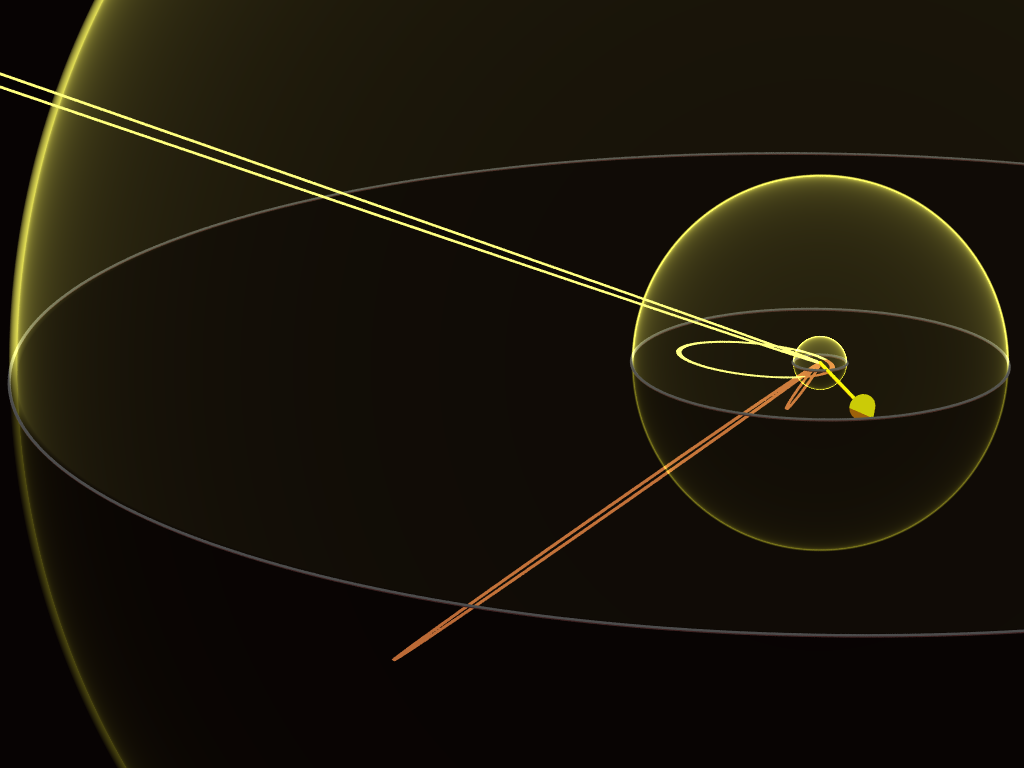
مقایسه اندازه طول‌ها با مرتبه قدر ۱e۱۴m: پوسته ماه نوری (بزرگترین کره زرد با مدار دنباله‌دار ۱۹۱۰ A۱ که از بالا سمت چپ عبور می‌کند)؛ مدار هایاکوتاکه (بیضی بلند نارنجی انتهایی)؛ پوسته هفته نوری (کره زرد داخلی با پیکان نقطه بهاری زرد به عنوان شعاع)؛ و مدار سدنا (بیضی زرد داخل پوسته هفته نوری). فواصل کوتاه‌تر ۱e۱۳ متر عبارتند از: مدار دنباله‌دار هیل باپ (بیضی کوچک نارنجی کم‌رنگ در زیر)؛ و یک روز نوری (کوچکترین پوسته کروی زرد). همه با مقیاس هستند. نسخه شفاف وجود ندارد.

یکای طول، یکای درازا یا واحد طول (به انگلیسی: Unit of length) در همه جهان به کار گرفته می‌شود. هم‌اکنون دو دسته یکای درازای غالب در جهان وجود دارد. یکی یکاهای متریک و دیگری یکاهای سنتی ایالات متحده (U.S. customary units).
یکاهای سنتی ایالات متحده از یکاهای انگلیسی (یکاهای امپراتوری بریتانیا (British Imperial units)) برداشت شده‌اند ولی چون این کار در سال ۱۸۲۴ پیش از استاندارد شدن یکاهای انگلیسی صورت گرفته‌است، میان یکاهای آمریکایی و انگلیسی تفاوت‌هایی وجود دارد.

## یکاهای متریک
سرعت نور یک ثابت بنیادی در فیزیک در سال ۲۰۱۹ جانشین اندازه واحد طول  یک متر در سیستم متریک m مورد توافق قرار گرفت 
- متر and its multiples, such as "سانتی‌متر" or "کیلومتر"

### یکاهای غیر متریک
Non-SI units of length include:
- fermi (fm) (= 1 فمتومتر in SI units)
- آنگستروم (Å) (= 100 پیکومترs in SI units)
- micron (= 1 میکرون in SI units)
- Norwegian/Swedish mil (=  10,000 metres)

## یکاهای انگلیسی/آمریکایی
Common Imperial units and U.S. customary units of length include:
- اینچ (2.54 cm)
- (one thousandth of an inch, one ثو (طول))
- پا (یکا) (12 inches, 0.3048 m)
- یارد (یکا) (3 ft, 0.9144 m)
- (terrestrial) مایل (5280 ft, 1609.344 m)

## دریایی
In addition, the following are used by mariners:
- فاتوم (for depth; only in non-metric countries) (2 yards = 1.8288 m)
- مایل دریایی (one minute of arc of latitude = 1852 m)

## تحقیقاتی
نقشه‌برداریs in the ایالات متحده آمریکا continue to use:
- زنجیر (یکا) (~20.1m)
- rod (also called pole or perch) (~5 m)

## نجوم
اخترشناسی measure uses:
- Earth radius (RE) (~6,370 km)
- واحد نجومی (AU) (~150 gigametres)
- سال نوری (ly) (~9.46 petametres)
- پارسک (pc) (~30.8 petametres), including kiloparsec (kpc) and megaparsec (Mpc)

## یکاهای قدیمی
Archaic units of distance include:
- cana
- ارش (یکا)
- Rope
- league
- li (جمهوری خلق چین)
- pace (the "double pace" of about 5 feet used in روم باستان)
- verst (روسیه)

## موارد دیگر
مسابقه اسب‌دوانی and other equestrian activities keeps alive:
- فرلانگ = ~ ۰٫۱۲۵ مایل (۲۰۱ متر)
- horse length = ~ ۸ فوت (۲٫۴ متر)

در فیزیک :
- طول پلانک
- شعاع بور